# Neliopisthus pullatus
Neliopisthus pullatus là một loài tò vò trong họ Ichneumonidae.